# Martin de Tailly

Het Brusselse stadsplan van Martin de Tailly: Bruxella nobilissima Brabantiae civitas (1640)

Martin de Tailly (ca. 1592 – 20 oktober 1652) was een cartograaf van Brussel. In 1640 maakte hij een zeer gedetailleerd stadsplan.

## Leven
Hij was een zoon van de Luxemburgse notabele Pierre de Tailly en van Madeleine Butkens. Twee keer trad hij in het huwelijk. In 1626 werd hij toegelaten tot het geslacht Sleeus. Zijn beroep was drapenier, hij werd in 1639 en 1640 deken van de lakengilde. Ook was hij kapitein van Brussel en versterkingsafgevaardigde (député à la fortification).
Op 14 februari 1640 vroeg en bekwam hij een zesjarig octrooi om Brussel in kaart te brengen. Op 14 mei betaalde koning Filips IV van Spanje – aan wie zijn stadsplan was opgedragen – hem hiervoor een som van £480. De Tailly liet de kaart tekenen door Nicolaas van der Horst en Abraham Dircksz van Santvoort, welke laatste ook instond voor het etsen.